# Rufina (Guayanilla)
Rufina es un barrio ubicado en el municipio de Guayanilla en el estado libre asociado de Puerto Rico. En el Censo de 2010 tenía una población de 220 habitantes y una densidad poblacional de 36,28 personas por km².

## Geografía
Rufina se encuentra ubicado en las coordenadas 18°0′5″N 66°47′12″O / 18.00139, -66.78667. Según la Oficina del Censo de los Estados Unidos, Rufina tiene una superficie total de 6.06 km², de la cual 4.68 km² corresponden a tierra firme y (22.81%) 1.38 km² es agua.

## Demografía
Según el censo de 2010, había 220 personas residiendo en Rufina. La densidad de población era de 36,28 hab./km². De los 220 habitantes, Rufina estaba compuesto por el 77.27% blancos, el 18.18% eran afroamericanos, el 2.27% eran de otras razas y el 1.82% pertenecían a dos o más razas. Del total de la población el 98.18% eran hispanos o latinos de cualquier raza.